# Greatest Hits (album des Spice Girls)
Pour les articles homonymes, voir Greatest Hits.
Albums de Spice Girls
Forever
(2000)
Singles
1. Headlines (Friendship Never Ends)
Sortie : 5 Novembre 2007

Greatest Hits est la 1re compilation du groupe britannique Spice Girls, sortie en France le 12 novembre 2007.  Elle comprend l'intégralité des singles, plus deux inédits Headlines (Friendship Never Ends) et Voodoo.
Le single Headlines (Friendship Never Ends), dont tous les fonds sont reverses à l’association Children In Need, atteint la 3e meilleure vente de singles physiques au Royaume-Uni, tout en s’érigeant dans le top 5 dans de nombreux pays. 
La compilation marque officiellement la reformation du groupe pour une tournée mondiale intitulée The Return Of The Spice Girls.
Ce best-of se vend à 1 million d'exemplaires en 5 jours,.

## Historique
Le 28 juin 2007, les cinq Spice Girls annoncent officiellement leur reformation pour une tournée mondiale. En outre, un Greatest Hits contenant deux chansons inédites, Headlines (Friendship Never Ends) et Voodoo est publié le 7 novembre 2007, ainsi qu'un documentaire retraçant la carrière du groupe,. Cette tournée se veut un « merci » aux fans, comme le précisent les Spice Girls pour qui il s’agira surtout de « célébrer le passé », voire « pour que nos enfants nous voient en Spice Girls », selon Victoria Beckham. Jamie King, choisi pour monter le spectacle, déclare que « collaborer avec les Spice Girls est une occasion unique de créer un show live vraiment emblématique. Les réintroduire au monde sera sans aucun doute un évènement inoubliable. ». 
À l'origine, il est question de faire un concert unique, mais au vu de l'engouement du public, Virgin Records, 19 Management et les Spice Girls conviennent finalement d'un concert par continent, soit un total de 11 dates sont annoncées à travers le monde. Durant les vingt-quatre heures suivant l'annonce de ces concerts, plus d'un million de personnes s'inscrivent sur le site officiel du groupe afin d'obtenir des places. En octobre 2007, l'intégralité des ventes de billets se vendent en 38 secondes,. Dix-sept spectacles y seront finalement donnés à guichets fermés. Aux États-Unis, l'événement déclenche un réel engouement. Alors que les Spice Girls n'avaient pas prévu d'être si longtemps sur les routes, en raison de leurs engagements en solo, la tournée totalisera finalement 47 dates à travers le monde dont 35 complètes et fera étape notamment à New York, Londres, Pékin, Madrid, Toronto, Montréal, Sydney, Le Cap et Buenos Aires.
Débuté à Vancouver le 2 décembre 2007, la tournée se classe au premier rang des records de ventes de billets à l'O2 Arena de Londres dans le classement mondial Billboard,. Une tournée qui s'est également classée numéro huit dans le classement mondial des tournées 2008, par rapport au nombre de spectateurs, le nombre de spectacle, et le nombre de salles complètes,. Et elle est la troisième tournée la plus rentable de l'année,. Un million d'exemplaires de leur album Greatest Hits s'est vendu en cinq jours. Un documentaire de deux heures réalisé par Bob Smeaton (notamment à l'origine du documentaire "The Beatles Anthology"), retraçant toute la carrière du groupe, a été diffusé en décembre 2007 sur les télévisions australienne et britannique,. Au total, 107 millions de tickets ont été vendus pour leur tournée mondiale "The Return Of The Spice Girls", du 2 décembre 2007 au 26 février 2008.

## Pochette
Des pierres précieuses ont été utilisées, chaque lettre symbolisant une Spice Girl, comme la pochette de leur 1er album.
- Le S est fait d'ambre et représente Victoria
- Le P est fait de rubis et représente Emma
- Le I est fait de diamant et représente Melanie C
- Le C est fait de saphir et représente Geri
- Le E est fait d'émeraude et représente Melanie B

## Single
Le single Headlines (Friendship Never Ends) sortit le 5 novembre 2007 et dont tous les fonds sont reverses à l’association Children In Need, atteint la 3e meilleure vente de singles physiques au Royaume-Uni, tout en s’érigeant dans le top 5 dans de nombreux pays. 

## Promotion
Pour marquer leur retour, mais aussi pour faire la promotion de ce single, les Spice Girls interprètent Headlines (Friendship Never Ends) et Spice Up Your Life lors du défilé annuel de la marque de lingerie Victoria Secret, habillées en tenue de marin, ce qui créée l’événement, dont l’écho est mondial,. Elles interprètent également ce single lors du gala de téléthon Children In Need 2007, afin de récolter des fonds,.

## Titres
| 1.    | Wannabe (from Spice, 1996)                                  | - Rowe - Stannard                         | 2:54 |
| 2.    | Say You'll Be There (from Spice)                            | Absolute                                  | 3:58 |
| 3.    | 2 Become 1 (from Spice)                                     | - Rowe - Stannard - Andy Bradfield (add.) | 4:04 |
| 4.    | Mama (from Spice)                                           | - Rowe - Stannard                         | 3:42 |
| 5.    | Who Do You Think You Are (from Spice)                       | Absolute                                  | 3:46 |
| 6.    | Move Over (from Spiceworld, 1997)                           | - Rowe - Stannard                         | 2:44 |
| 7.    | Spice Up Your Life (from Spiceworld)                        | - Rowe - Stannard                         | 2:56 |
| 8.    | Too Much (from Spiceworld)                                  | Absolute                                  | 3:53 |
| 9.    | Stop (from Spiceworld)                                      | Absolute                                  | 3:26 |
| 10.   | Viva Forever (from Spiceworld)                              | - Rowe - Stannard                         | 4:14 |
| 11.   | Let Love Lead the Way (from Forever, 2000)                  | - Mason Jr. - Daniels - Jerkins           | 4:16 |
| 12.   | Holler (from Forever)                                       | - Daniels - Jerkins                       | 3:57 |
| 13.   | Headlines (Friendship Never Ends) (new recording)           | - Rowe - Stannard                         | 3:31 |
| 14.   | Voodoo (new recording)                                      | - Rowe - Stannard                         | 3:11 |
| 15.   | Goodbye (non-album single, 1998, later included in Forever) | - Rowe - Stannard                         | 4:22 |
| 54:54 |                                                             |                                           |      |

| 16. | Wannabe (Junior Vasquez Gomis Dub)     | 6:38 |
| 17. | Tell Me Why (Jonathan Peters Edit)     | 3:24 |
| 18. | Say You'll Be There (Junior's X-Beats) | 6:57 |
| 19. | Girl Power (video)                     | 5:26 |

| 1.  | Wannabe                                             | Jhoan Camitz      | 3:56 |
| 2.  | Say You'll Be There                                 | Vaughan Arnell    | 3:52 |
| 3.  | 2 Become 1                                          | Big TV!           | 3:56 |
| 4.  | Mama                                                | Big TV!           | 3:37 |
| 5.  | Who Do You Think You Are                            | Greg Masuak       | 3:42 |
| 6.  | Spice Up Your Life                                  | Marcus Nispel     | 3:05 |
| 7.  | Too Much                                            | Howard Greenhalgh | 3:50 |
| 8.  | Stop                                                | James Brown       | 3:31 |
| 9.  | Viva Forever                                        | Steve Box         | 4:10 |
| 10. | Let Love Lead the Way                               | Greg Masuak       | 4:18 |
| 11. | Holler                                              | Jake Nava         | 4:15 |
| 12. | Headlines (Friendship Never Ends) (US edition only) | Anthony Mandler   | 3:56 |
| 13. | Goodbye                                             | Howard Greenhalgh | 4:35 |

| 1.  | Wannabe (Motiv 8 Vocal Slam Mix)            | 6:21 |
| 2.  | Say You'll Be There (Junior's Main Pass)    | 8:35 |
| 3.  | 2 Become 1 (Dave Way Remix)                 | 4:02 |
| 4.  | Mama (Biffco Mix)                           | 5:50 |
| 5.  | Who Do You Think You Are (Morales Club Mix) | 9:31 |
| 6.  | Spice Up Your Life (Murk Cuba Libre Mix)    | 8:07 |
| 7.  | Too Much (SoulShock & Karlin Remix)         | 3:54 |
| 8.  | Stop (Morales Remix)                        | 7:25 |
| 9.  | Viva Forever (Tony Rich Remix)              | 5:21 |
| 10. | Holler (MAW Remix)                          | 8:32 |
| 11. | Goodbye (Orchestral Mix)                    | 4:16 |

## Classement des ventes
| Pays                            | Meilleure position | Certification |
| ------------------------------- | ------------------ | ------------- |
| Australie                       | 1                  | Platine       |
| Royaume-Uni                     | 2                  | Platine       |
| Europe                          | 7                  | —             |
| Estonie (Édition Standard)      | 8                  | —             |
| Argentine                       | 8                  | —             |
| Irlande                         | 9                  | —             |
| Grèce (Albums Internationaux)   | 9                  | —             |
| Philippines                     | 10                 | —             |
| Canada                          | 11                 | Or            |
| Mexique (Albums Internationaux) | 11                 | —             |
| Brésil (CD+DVD Édition)         | 13                 | Or            |
| Monde                           | 15                 | —             |
| Nouvelle-Zélande                | 15                 | Or            |
| Japon                           | 18                 | —             |
| Brésil (Édition Standard)       | 18                 | —             |
| Russie                          | 20                 | —             |
| Italie                          | 20                 | —             |
| Espagne                         | 23                 | —             |
| France                          | 31                 | —             |
| Mexique                         | 34                 | —             |
| Allemagne                       | 50                 | —             |
| Suisse                          | 52                 | —             |
| Estonie (CD+DVD Édition)        | 54                 | —             |
| Suède                           | 58                 | —             |
| Autriche                        | 70                 | —             |
| Pays-Bas                        | 73                 | —             |

source HMV